# Campylium lacerulum
Campylium lacerulum är en bladmossart som beskrevs av Brotherus 1908. Campylium lacerulum ingår i släktet spärrmossor, och familjen Amblystegiaceae. Inga underarter finns listade i Catalogue of Life.